# 卡萊爾恩

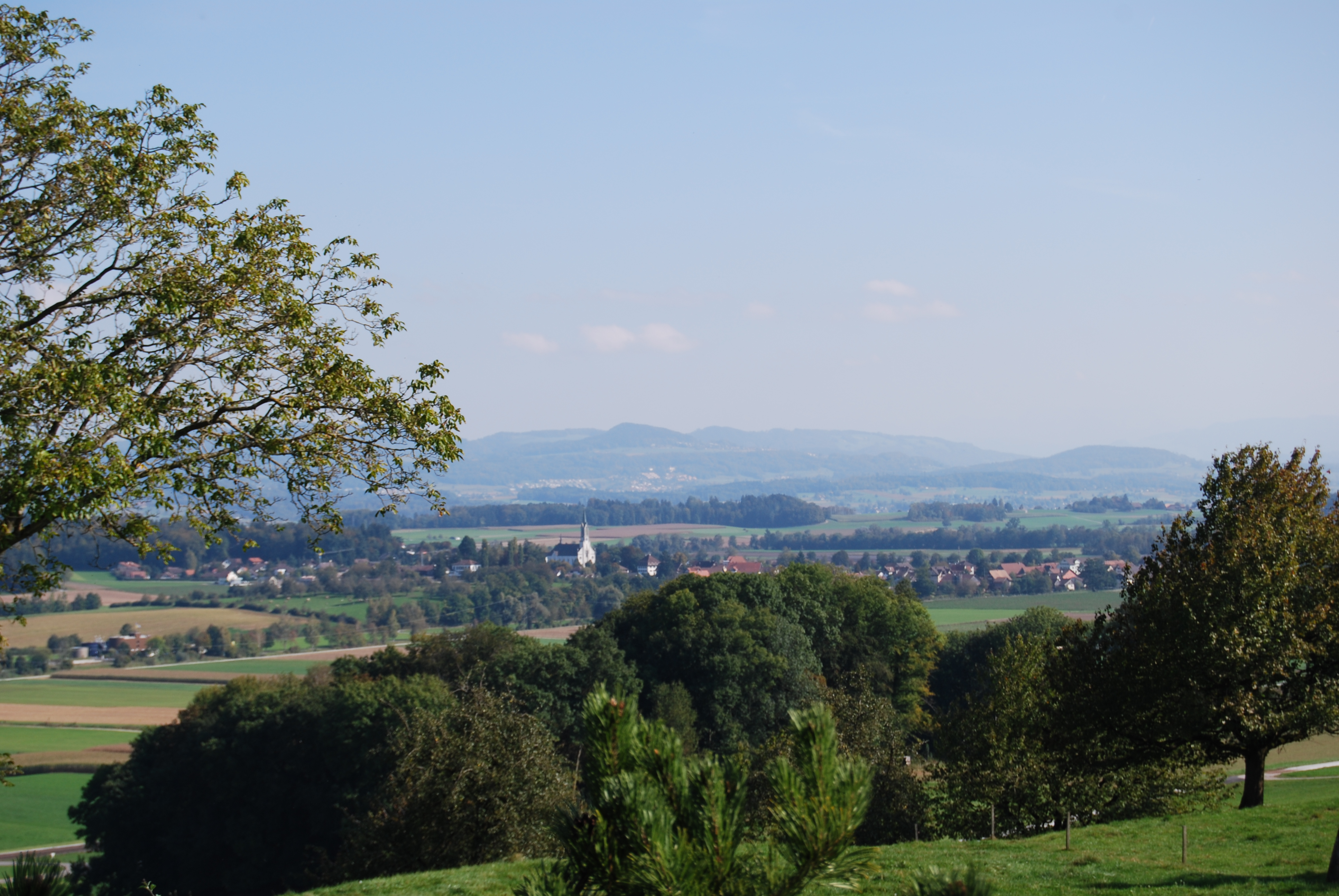

卡萊爾恩是瑞士的城鎮，位於該國北部，由阿爾高州負責管轄，面積2.68平方公里，海拔高度513米，2012年人口309，七成人口信奉羅馬天主教，人口密度每平方公里115人。